# 有薪假期
有薪假期( PTO = Paid Time Off )，是僱傭合約下的一種福利條款，保障僱員每年有一定的休息。通常的有薪假期有雙休日、法定假日，以及每年的年假制度。带薪假期是大多国家法定的福利，单位在员工非工作日里，按工作日发放工资和福利的一种制度，如年假一般不少於5日。
美国没有法定有薪假期，但是大多数公司都会给新进员工十天有薪联邦假日和额外的不到两週的有薪假期。
有薪假期的使用较为随意，可以只是单纯想休息几天，或是真的生病了。
有的公司有薪假期不能累计；而在另一些公司，未使用的有薪假期可以累加到下一年。
有薪假期引入的时间尚不清楚。在2010年一项调查中，在387家公司中有44%在2000年就启用有薪假期制度了。